# Christophe Dumas
Christophe Dumas (Bron, 30 dicembre 1971) è un ex cestista francese.